# Dorfkirche Klosterfelde
Die Dorfkirche Klosterfelde ist ein Kirchengebäude der evangelischen Kirchengemeinde in der Gemeinde Wandlitz, Ortsteil Klosterfelde, aus dem 13. Jahrhundert. Sie steht seit den 1970er Jahren unter Denkmalschutz. Kirchlich zählt sie zur Evangelischen Gesamtkirchengemeinde Niederbarnim im Kirchenkreis Barnim der Evangelischen Kirche Berlin-Brandenburg-schlesische Oberlausitz (EKBO), zu der auch die evangelischen Kirchen in Stolzenhagen, Prenden, Ruhlsdorf, Marienwerder und Sophienstädt gehören.

## Lage
Das Gebäude ist streng geostet. Es steht auf einem leicht ansteigenden Gelände an der früheren Fernverkehrsstraße 109, deren Abschnitt durch den Ortsteil Klosterfelder Hauptstraße heißt. Das Kirchengrundstück trägt die Nummer 44.
Südlich vom Kirchenareal befinden sich einige kleinere Wohnbauten parallel zur Bahnhofstraße. Die Fläche östlich der Kirche ist ein kleiner Kirchhof, der entlang seiner Ostseite von einem Fußweg begrenzt wird. Das zur Kirche gehörige Pfarrhaus steht ebenfalls noch auf dem Pfarrgrundstück, nördlich der Kirche.

## Baugeschichte
Die Kirche wurde im 13. Jahrhundert als frühgotischer Feldsteinbau mit eingezogenem Rechteckchor errichtet, im 15. Jahrhundert wurde sie an der Ostseite verlängert und eine Apsis angebaut. Auf der Nordseite erhielt der Sakralbau eine im 16. Jahrhundert erneuerte Sakristei mit Tonnengewölbe. Die Fassaden wurden im Jahr 1459 vollflächig verputzt.
Im Jahr 1742 ließ die Dorfgemeinde das Gebäude im Barockstil umbauen und in diesem Zug den zweigeschossigen haubenbekrönten Glockenturm auf der Westseite errichten, zugleich erhielt die Sakristei eine Außentür. Die Vergrößerung der Chorfenster erfolgte im 19. Jahrhundert. Eine Restaurierung des Innenraums fand 1968 statt, 1974 wurde die Kirche von außen erneuert.
Der im Jahr 2002 zur Unterstützung der kirchlichen Arbeit im Ort gegründete Förderverein Dorfkirche Klosterfelde e. V. unterstützte zwischen 2002 und 2010 die Kirchengemeinde zusammen mit zahlreichen Spendern und Sponsoren bei der Durchführung einer großen Sanierung der Kirche. Dabei wurden der Dachstuhl gereinigt, das Dach neu gedeckt, die Turmhaube erneuert und eine neue Wetterfahne aufgebracht. Die Turmkugel erhielt neueste Zeitzeugnisse sowie eine Vergoldung und wurde im Frühjahr 2004 feierlich wieder aufgesetzt.
Im Inneren erhielt die Apsis frischen Putz, wobei an einem Sichtfenster ein Stück des mittelalterlichen Putzes erhalten blieb, die Ausmalung wurde erneuert, alle Bleiglasfenster nach alten Vorbildern neu gestaltet, und schließlich konnten der Altar und die Kanzel umfassend restauriert werden. An den genannten Arbeiten waren unter anderem die Firma von Wilfried Schwuchow aus Angermünde und der Berliner Restaurator Dirk Jakob beteiligt.

## Architektur

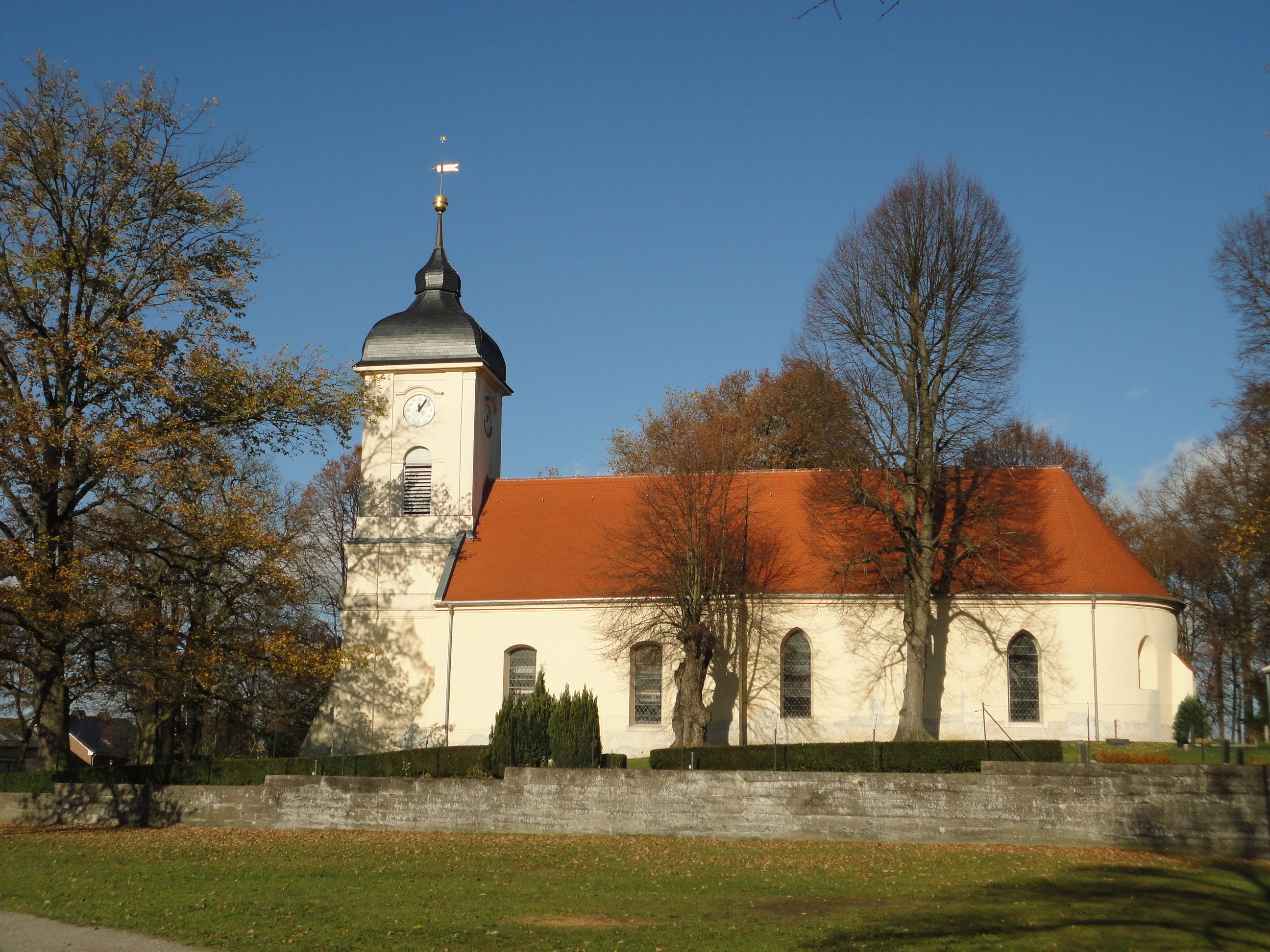
Ansicht von Süden, 2015

### Außen
Das Kirchenschiff und der im Osten halbrund geschlossene Chor der verputzten Saalkirche besitzen mit schlichten Faschen gerahmte stich- bzw. spitzbogige Fensteröffnungen, die mit einer farblosen Verglasung versehen sind. Den oberen Abschluss der Wände bildet ein profiliertes Traufgesims, das als Gurtgesims auch den Turm umzieht. Die Strebepfeiler an den Westwänden von Schiff und Chor entstammen dem in den 1740er Jahren erfolgten barocken Umbau. Zusammen mit dem Turm ist das Kirchenbauwerk knapp 40 m lang, und an seiner breitesten Stelle misst es etwa 11,50 m. Der außen ca. 8,50 m breite östliche Chorbau ist eingezogen, also schmaler als das Kirchenschiff, und unterscheidet sich durch seine Spitzbogenfenster von dem mit Stichbogenfenstern aus barocker Zeit versehenen Kirchenschiff. Die Außenwand der Apsis wird durch niedrige, nachträglich angesetzte Strebepfeiler gesichert.
Das gesamte Kirchengebäude ist mit weiß-gelblichem Putz an allen Seiten versehen. Das Satteldach ist mit roten Dachziegeln eingedeckt.

### Turm
Der Westturm erhebt sich auf einem starken Unterbau, seine Grundmaße betragen etwa 5 × 7 Meter. Die Höhe des Turms wird mit ca. 15 m abgeschätzt. Lisenen betonen die Ecken des Baukörpers. Das Portal im Westen ist durch einen Blendbogen mit Schlussstein überfangen, dessen Bogenfeld ein kleines Fenster enthält. Darüber erheben sich ein niedriges, von einem Rundfenster im Westen belichtetes Geschoss und die Freigeschosse des Turms. Oberhalb der Glockenstube gibt es eine Turmuhr mit runden, oben durch segmentbogige Verdachungen betonten Zifferblättern nach allen vier Himmelsrichtungen. Die im Grundriss rechteckige Turmhaube (5 × 6 m) ist mit Schiefer gedeckt und in geschweifter Glockenform ausgeführt.  Die hölzernen Treppen zum Turm und zur Empore wurden im Jahr 2003 saniert.

### Innenraum

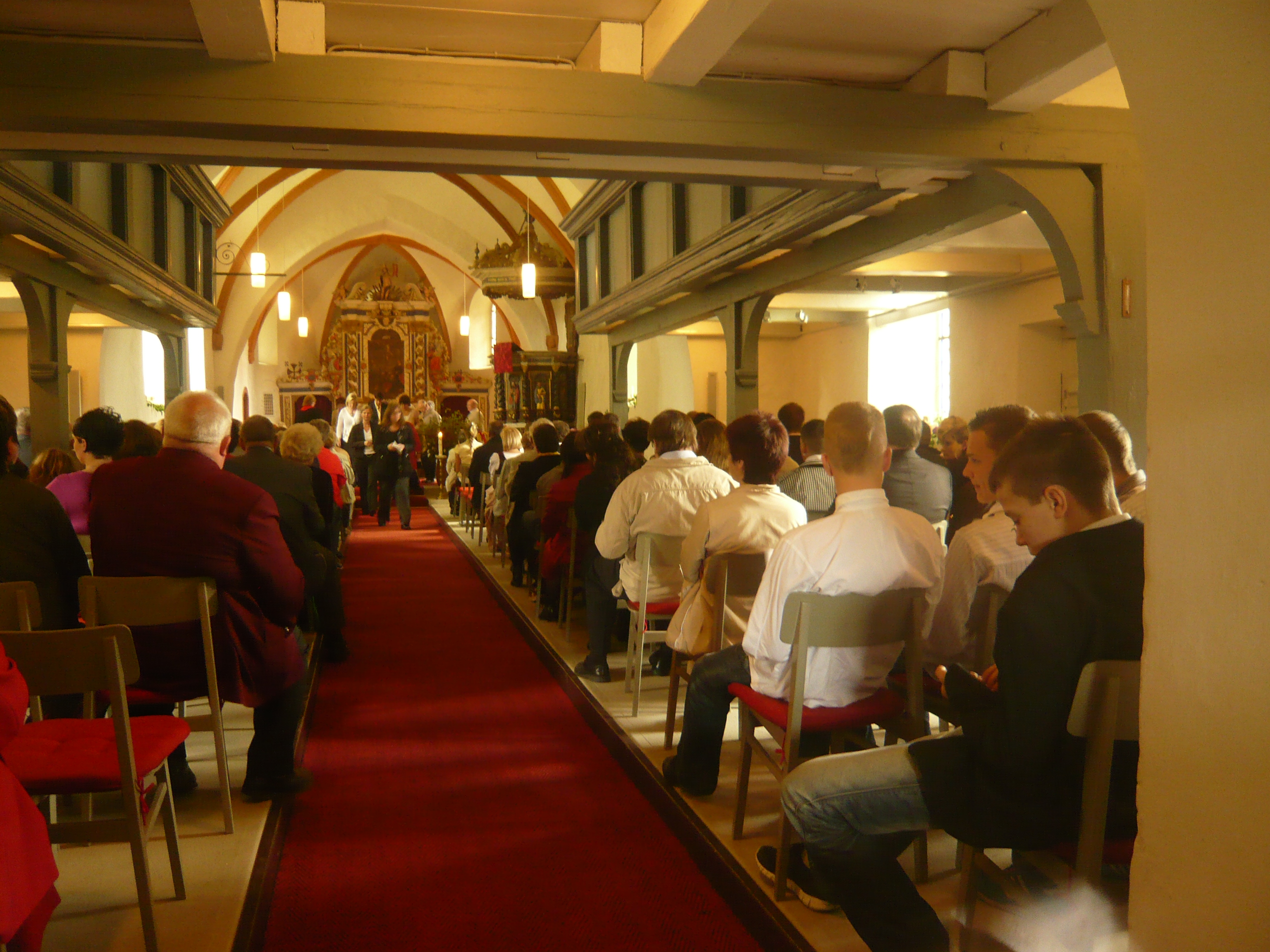
Innenansicht, Blick Richtung Altarraum

Das Kirchenschiff ist im westlichen Teil mit einer 1742 geschaffenen Stuckdecke ausgestattet. Der zweijochige Chor und die Apsis sind jeweils durch Spitzbögen voneinander geschieden und von  Kreuzrippengewölben überspannt. Die auf figürlichen Kopfkonsolen ruhenden Gewölberippen sind durch eine rote Farbfassung betont.
Der Chorraum ist um zwei Stufen gegenüber dem Hauptschiff erhöht.

## Ausstattung

### Altar, Kanzel, Taufbecken
Der holzgeschnitzte Hochaltar stammt aus dem Jahr 1719. Das Altarbild, flankiert von zwei gewundenen und geschnitzten Weinlaubsäulen, stellt die Kreuzigung Jesu dar. Geschnitzte Figuren des Johannes, des Mose und des auferstandenen Christus schmücken den Altar.
Die Kanzel aus dem Jahr 1690 ist ebenfalls eine Holzschnitzarbeit, unter anderem mit der Darstellung der vier Evangelisten in den mit je zwei geschnitzten Halbsäulen eingefassten Brüstungsfeldern. Die Figuren sind bunt bemalt. Der von einer Figur des Mose getragene Kanzelkorb ist achteckig, sein ebenfalls achteckiger Schalldeckel ist mit ornamentalem Schnitzwerk reich dekoriert.
Eine auf drei geschnitzten Tierfüßen ruhende hölzerne Taufe, die aus einer Kirche der Gemeinde Tasdorf (heute Ortsteil von Rüdersdorf bei Berlin) stammt, rundet das Interieur des Chorraumes ab.

### Bänke, Beleuchtung, Emporen
Die ursprünglichen hölzernen Kirchenbänke wurden nach den letzten Sanierungsarbeiten durch gepolsterte einzelne Stühle ersetzt, die beiderseits eines teppichbelegten Mittelgangs in zwei Blöcken angeordnet sind. Die Farbe der Stühle passt sich mit roten Sitzflächen und grauem Gestell der sonstigen Farbgebung des Kirchenschiffes an.
Erwähnenswert sind die drei flämischen Kronleuchter im Kirchenschiff.
Eine von Holzbalken gestützte hölzerne Empore umgibt hufeisenförmig das Kirchenschiff bis zum Chorbogen. Die Holzfelder der Balustrade der Empore sind mittelgrau gestrichen und in blau-türkis abgesetzt.

## Orgel
Auf der Empore steht die 1884/1885 gebaute Orgel des Wittstocker Orgelbauers Friedrich Hermann Lütkemüller. Sie ist mit einem neogotischen Prospekt versehen und ersetzte ein vorheriges Instrument. Die Orgel wurde vor 1945 und durchgreifend 1980 durch Ulrich Falhlberg umdisponiert. Sie verfügt über ein Manual und Pedal mit neun Registern mit folgender Disposition:
| I Manual C–f3 |       |
| Praestant     | 8′    |
| Gedackt       | 8′    |
| Flöte         | 4′    |
| Octave        | 2′    |
| Quinte        | 1 ⁄3′ |
| Sifflöte      | 1′    |
| Mixtur        | 3f    |

| Pedal C–d1 |     |
| Subbass    | 16′ |
| Violon     | 8′  |

- Koppeln: I/P

## Glocken
Hinter den rundbogigen Schallluken des Kirchturms befindet sich das mehrstimmige Geläut. Die „neue Läuteordnung für Klosterfelde“ aus dem Jahr 2022 ist im Internet abrufbar.